# William Collis
Pas d'image ? Cliquez ici

b Matchs officiels uniquement.
William Robert Fitzgerald Collis, né le 16 février 1900 à Killiney et mort le 27 mai 1975, est un joueur de rugby à XV qui a évolué avec l'équipe d'Irlande au poste de talonneur.

## Biographie
William Collis dispute son premier match international le 26 janvier 1924 contre l'équipe de France. Son dernier match a lieu contre l'équipe de France le 23 janvier 1926.
Il remporte le Tournoi des Cinq Nations de 1926.

## Palmarès
- Vainqueur du Tournoi des Cinq Nations en 1926

## Statistiques en équipe nationale
- 7 sélections
- Sélections par années : 3 en 1924, 3 en 1925, 1 en 1926
- Tournois des Cinq Nations disputés : 1924, 1925, 1926